# 나나쿠라촌
나나쿠라촌(七座村)은 아키타현 기타아키타군에 있던 촌이다. 현재의 기타아키타시 서북부, 및 노시로시 동부, 요네시로강 양안, 오우 본선 마에야마역 주변에 해당한다.

## 역사
- 1889년 4월 1일 - 정촌제 시행에 의해 5촌의 구역으로 성립하였다.
- 1929년 8월 27일 - 국철 오우본선의 마에야마 신호장이 개설.
- 1951년 3월 1일 - 마에야마 신호장이 역으로 승격해, 마에야마역이 개업하였다.
- 1955년 4월 1일 - 사가에촌, 보자와촌, 사와구치촌과 합병해, 새로운  다카노스정이 성립해, 동일 나나쿠라촌이 폐지되었다.

## 교통
- 일본국유철도
  - 오우본선

### 도로
- 국도 7호선